# Star Masters
A Star Masters egy, a Marvel Comics által kiadott háromrészes mini-képregénysorozat volt, mely 1995 és 1996 között jelent meg az Egyesült Államokban. A képregény írója Mark Gruenwald, rajzolója Scott Eaton.